# Mathias Pogba
Pour les articles homonymes, voir Pogba.
Mathias Pogba, né le 19 août 1990 à Conakry, est un footballeur international guinéen, qui possède également la nationalité française. Il évolue au poste d'avant-centre.
Il évolue dans une quinzaine de clubs en une dizaine d'années, sans rester plus de deux ans dans une équipe. Il passe par les deuxièmes et troisièmes divisions anglaises, italiennes et espagnoles. Il met sa carrière en suspens en 2021 après une expérience à l'ASM Belfort, en quatrième division française.
Son jumeau Florentin et son frère cadet Paul sont également footballeurs professionnels, ce dernier est champion du monde en 2018. Mathias Pogba est par ailleurs impliqué dans une affaire « d'extorsion en bande organisée » ayant visé son frère cadet Paul, en 2022. Pour son implication dans cette affaire, il est condamné en septembre 2024 à trois ans de prison dont deux avec sursis.

## Biographie

### Enfance et formation
Mathias et son jumeau Florentin naissent en 1990 à Conakry en Guinée. Leur petit frère Paul naît en 1993 à Lagny-sur-Marne en France. Mathias compte un titre de champion de France de tennis de table remporté à dix ans, en 2001.
À seize ans et demi, Mathias quitte la France avec son frère jumeau Florentin pour signer au Celta Vigo. Il déclare début 2022 : « Jusqu'à aujourd'hui, ça fait partie de mes meilleures années footballistiques. Passer deux ans là-bas à ce jeune âge, ça m'a beaucoup aidé. Mais comme on est partis tôt, on a eu envie de rentrer, et ils ne nous ont rien proposé d'intéressant ».
Mathias Pogba rejoint Quimper en CFA 2009-2010 et marque deux buts en championnat au cours de son unique saison au club. Il y évolue notamment aux côtés de Riyad Mahrez et se souvient : « j'ai vécu avec lui à Quimper, on était en coloc' ». Pogba joue 19 rencontres avec les Quimpérois, pour deux buts marqués.

### Expériences britanniques (2010-2016)
En 2010, Pogba rejoint pour deux ans l'équipe galloise de Wrexham, club évoluant en Conference National (5e division), pour suivre son petit frère Paul avec qui il vit. Les supporters lui composent un chant. Il y reste jusqu'en 2012, année où il aide[Comment ?] son frère Paul à signer à la Juventus.
En juillet 2012, Mathias signe deux saisons à Crewe Alexandra (League One, 3e division anglaise), entre ses 22 et ses 24 ans, et y réalise ses meilleures statistiques. Il inscrit 21 buts en 63 matchs de 3e division anglaise,.
En 2014, Mathias Pogba rejoint le club italien de Pescara, alors en Série B (2e division), qui souhaite évoluer à un meilleur niveau. D'après le joueur, son agent le place à Pescara sans que le club en ait le besoin. Mathias connaît six mois sans match.
Début 2015, après des essais non concluants aux Pays-Bas (ADO La Haye) et en Écosse (Kilmarnock), Mathias Pogba signe dans le club anglais de Crawley Town FC, alors 22es et relégable de League One (D3 anglaise).

### Sparta Rotterdam, saison blanche puis Tours (2016-2019)
En 2016, il signe un contrat d'un an, avec option pour une année supplémentaire, au Sparta Rotterdam, évoluant alors en Eredivisie (1re division). Le 5 mars 2017, pour sa première titularisation de la saison en championnat, alors qu'il débute généralement comme remplaçant, Mathias marque après seulement 48 secondes de jeu et offre la victoire dans le derby face à Feyenoord, alors leader d'Eredivisie,. Il se blesse ensuite au tendon d'Achille en pleine préparation, c'est la raison pour laquelle « ils ne m'ont pas prolongé » d'après le joueur.
En août 2018, libre de tout engagement depuis prés d'un an et son départ du Sparta Rotterdam, Mathias Pogba fait un essai non concluant au KFC Uerdingen 05, club de troisième division allemande. « Mathias n'aurait pas pu aider l'équipe. Il n'est actuellement pas en bonne forme physique. (...) Il a toujours trop de kilos sur les hanches » assure l'entraîneur du club Stefan Krämer au quotidien Bild.
En septembre 2018, Mathias signe un contrat d'un an et une année supplémentaire en option avec le Tours FC évoluant en National. L'attaquant ne dispute que cinq matchs pour aucun but.

### Espagne, Slovénie puis fin à Belfort (depuis 2019)
En 2019, Mathias revient en Espagne après ses deux années de formation au Celta Vigo. Le CD Manchego Ciudad Real (quatrième division espagnole) annonce fin juillet 2019 la signature du joueur de 28 ans.
En février 2021, il rejoint le club slovène du NK Tabor Sežana alors septième du championnat de Slovénie. Seul club lui donnant une opportunité de jouer avec la crise du Covid-19, l'international guinnéen de trente ans découvre son douzième club et huitième pays après la France. Blessé en match amical, il est écarté des terrains plusieurs mois, termine son contrat et rentre en France.
À l'été 2021, Mathias Pogba rejoint l'ASM Belfort en National 2 afin de se rapprocher de son jumeau Florentin, joueur du FC Sochaux-Montbéliard, et anticiper son après-carrière. En avril 2022, Mathias Pogba quitte le club avant la fin de la saison d'un commun accord avec la direction, après avoir refusé de jouer avec l’équipe réserve après douze matchs pour aucun but inscrit en N2.
Après sa période de détention et un long arrêt qui pouvait indiquer une fin de carrière, Mathias Pogba signe finalement le 20 mars 2025 dans le club du SKN Sint-Niklaas, en 8ème division Belge.

### Parcours en sélection nationale
Mathias Pogba a joué son premier match en sélection nationale guinéenne, le 5 février 2013 face au Sénégal. Ce match s'est soldé par un nul. Il a quitté le banc pour jouer aux côtés de son frère jumeau Florentin pour les 30 dernières minutes du match.
Mathias totalise cinq sélections avec la Guinée,, entre 2013 et 2017, sans marquer le moindre but.

### Reconversion
Mathias se reconvertit en chroniqueur sportif et commence son activité de consultant d'abord en Espagne dans le célèbre talk-show El Chiringuito, avant d'officier quelques mois début 2022 sur la chaîne L'Équipe, dans l’émission L'Équipe du soir.
Propriétaire d'un salon de barbier avec son frère jumeau Florentin nommé La Ruche Ink & Barber à Paris, l'ex-joueur cofonde en août 2021 l'association Golden Score, qui accompagne, conseille et aide les sportifs à préparer leur après-carrière,. Son frère Paul est également le principal donateur d'une fondation lancée par Mathias, 48 heures pour la Guinée.

## Affaire Paul Pogba
En août 2022, sur les réseaux sociaux, Mathias Pogba lance des accusations contre son frère Paul. Le qualifiant de « traître », de « lâche » et d'« hypocrite », il écrit notamment : « J'ai failli mourir par ta faute ».
Il accuse en outre Paul Pogba d'avoir commandé un maraboutage de Kylian Mbappé, ce que dément le joueur de la Juventus et promet de faire des « révélations » sur son frère.
Paul Pogba se dit victime d'une tentative d'extorsion et de menaces de la part de son entourage (dont son frère Mathias), à la suite de quoi le parquet de Paris ouvre une enquête le 3 août « des chefs d'extorsion en bande organisée, tentative d'extorsion en bande organisée et participation à une association de malfaiteurs en vue de commettre un crime, portant sur différents faits dont M. Pogba aurait été victime entre mars et juillet 2022 » ,,. Mathias Pogba est mis en examen le 17 septembre 2022 et placé en détention provisoire à la maison d'arrêt de Villepinte, avec quatre autres suspects. Il est libéré le 23 décembre 2022 et placé sous contrôle judiciaire, avec l'interdiction de quitter le territoire, d'utiliser les réseaux sociaux et d'entrer en contact avec les protagonistes du dossier (dont son frère et sa mère).

## Statistiques
| Saison                | Club                  | Championnat           | Championnat | Championnat | Championnat | Coupe(s) nationale(s) | Coupe(s) nationale(s) | Coupe(s) nationale(s) | Guinée | Guinée | Guinée | Total | Total | Total |
| Saison                | Club                  | Division              | M.          | B.          | P.d.        | M.                    | B.                    | P.d.                  | M.     | B.     | P.d.   | M.    | B.    | P.d.  |
| 2009-2010             | Quimper KFC           | 4. CFA                | 19          | 2           | -           | 2                     | -                     | 1                     | -      | -      | -      | 21    | 2     | 1     |
| 2010-2011             | Wrexham FC            | 5. Conference         | 29          | 4           | 2           | 2                     | -                     | -                     | -      | -      | -      | 31    | 4     | 2     |
| 2011-2012             | Wrexham FC            | 5. Conference         | 37          | 11          | 5           | 5                     | 1                     | -                     | -      | -      | -      | 42    | 12    | 5     |
| Sous-total            | Sous-total            | Sous-total            | 66          | 15          | 7           | 5                     | 1                     | 0                     | 0      | 0      | 0      | 71    | 16    | 7     |
| 2012-2013             | Crewe FC              | 3. League One         | 34          | 12          | 6           | 7                     | 4                     | 1                     | 1      | -      | -      | 42    | 16    | 7     |
| 2013-2014             | Crewe FC              | 3. League One         | 22          | 5           | 2           | -                     | -                     | -                     | -      | -      | -      | 22    | 5     | 2     |
| Sous-total            | Sous-total            | Sous-total            | 56          | 17          | 8           | 7                     | 4                     | 1                     | 1      | 0      | 0      | 64    | 21    | 9     |
| 2014-0000             | Delfino Pescara 1936  | 2. Serie B            | 4           | -           | -           | -                     | -                     | -                     | -      | -      | -      | 4     | 0     | 0     |
| 0000-2015             | Crawley Town FC       | 3. League One         | 17          | 2           | 2           | -                     | -                     | -                     | 1      | -      | -      | 18    | 2     | 2     |
| 2015-2016             | Partick Thistle FC    | 1. SPL                | 28          | 2           | 1           | -                     | -                     | -                     | 1      | -      | -      | 29    | 2     | 1     |
| 2016-0000             | Partick Thistle FC    | 1. SPL                | 2           | -           | -           | 4                     | 1                     | 1                     | -      | -      | -      | 6     | 1     | 1     |
| Sous-total            | Sous-total            | Sous-total            | 30          | 2           | 1           | 4                     | 1                     | 1                     | 1      | 0      | 0      | 35    | 3     | 2     |
| 2016-2017             | Sparta Rotterdam      | 1. Eredivise          | 14          | 4           | -           | 2                     | -                     | -                     | 2      | -      | -      | 18    | 4     | 0     |
| 2017-2018             | aucun club            | -                     | -           | -           | -           | -                     | -                     | -                     | -      | -      | -      | 0     | 0     | 0     |
| 2018-2019             | Tours FC              | 3. National           | 5           | -           | -           | 2                     | -                     | -                     | -      | -      | -      | 7     | 0     | 0     |
| 2019-0000             | Ciudad Real Manchego  | 4.Tercera División    | -           | -           | -           | -                     | -                     | -                     | -      | -      | -      | 0     | 0     | 0     |
| 0000-2020             | Lorca FC              | 4.Tercera División    | -           | -           | -           | -                     | -                     | -                     | -      | -      | -      | 0     | 0     | 0     |
| 2020-0000             | Racing Murcia         |                       | -           | -           | -           | -                     | -                     | -                     | -      | -      | -      | 0     | 0     | 0     |
| 0000-2021             | NK Tabor Sežana       | 1. PrvaLiga           | 1           | -           | -           | -                     | -                     | -                     | -      | -      | -      | 1     | 0     | 0     |
| 2021-2022             | ASM Belfort           | 4. National 2         | 12          | -           | -           | -                     | -                     | -                     | -      | -      | -      | 12    | 0     | 0     |
| Total sur la carrière | Total sur la carrière | Total sur la carrière | 224         | 42          | 18          | 26                    | 6                     | 3                     | 5      | 0      | 0      | 255   | 48    | 21    |

## Palmarès
- Vainqueur du Football League Trophy en 2013 avec Crewe Alexandra.